# Abdullah Demirbaş
Abdullah Demirbaş (geboren am 1. Januar 1966 in Diyarbakır) ist ein kurdischer Kommunalpolitiker aus der Türkei.

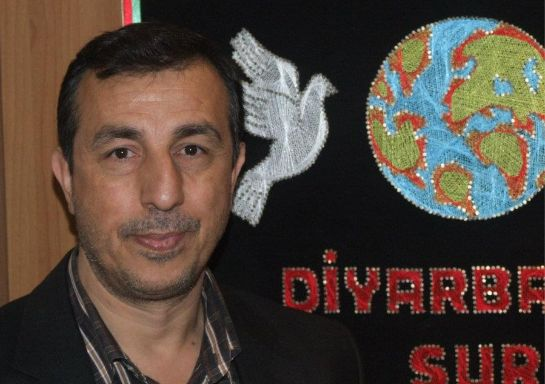
Abdullah Demîrbaş (2014)

## Leben
Demirbaş wurde in dem Dorf Yolçatı (kurd. Sosê) im Landkreis Lice geboren und studierte Soziologie an der Fırat-Universität von Elazığ. Wegen seiner kurdischen Herkunft entkam er zweimal knapp lebensbedrohlichen Auseinandersetzungen mit türkischen Rechtsextremisten. Nach dem Studium, das er 1987 abschloss, arbeitete er von 1987 bis 2007 als Philosophielehrer. Zunächst erhielt er eine Stelle in Yozgat, dann in Sivas und schließlich in Altıntaş. Dort wurde auch 1989 seine älteste Tochter geboren. Den Vornamen Berfin akzeptierte das Einwohnermeldeamt nicht, weil es ein kurdischer Vorname war. Demirbaş zog dagegen vor Gericht und erhielt Recht.

## Politik
Demirbaş engagierte sich gewerkschaftlich. Er war Gründungsmitglied mehrerer Zweigstellen der Lehrergewerkschaft Eğitim Sen und Mitglied des Disziplinarrats der Dachgewerkschaft KESK. Im Jahr 2001 arbeitete Demirbaş in Diyarbakır und war dort Vorsitzender der örtlichen Zweigstelle der Lehrergewerkschaft Eğitim-Sen. Aufgrund seines Einsatzes für muttersprachlichen Unterricht in kurdischer Sprache wurde er zunächst strafversetzt und später aus dem Staatsdienst entlassen. Bei der Kommunalwahl in der Türkei 2004 wurde er für die Demokratik Toplum Partisi  zum Bürgermeister des historischen Zentrums von Diyarbakır Sur gewählt. 2007 wurde Demirbaş vom Danıştay abgesetzt. Grund war die Verwendung von Kurdisch, Arabisch, Armenisch und Aramäisch als Amtssprachen neben Türkisch.
Bei der Kommunalwahl in der Türkei 2009 wurde er für die Nachfolgepartei Barış ve Demokrasi Partisi mit einem besseren Ergebnis erneut zum Bürgermeister gewählt. Im selben Jahr wurde Abdullah Demirbaş wegen eines angeblichen Propagandadeliktes zu einer Haftstrafe von 2,5 Jahren verurteilt. Er hatte öffentlich erklärt, dass die Tränen der Mütter von Soldaten und Guerillakämpfern dieselben seien, auch wenn die Haarfarbe sich unterscheide. Zu einer weiteren Haftstrafe kam es ebenfalls 2009 wegen eines Denkmals für Uğur Kaymaz. Bis zur Rechtskräftigkeit blieb Demirbaş zunächst in Freiheit. Bei einer großangelegten Operation gegen die PKK, der sogenannten „KCK-Operasyonu“, wurde Untersuchungshaft verhängt. Nach fünf Monaten Haft wurde Demirbaş wegen einer medizinischen Behandlung entlassen. Die Behandlung dieser erblichen Gerinnungsstörung wäre allerdings nur in den USA möglich gewesen, allerdings wurde als Auflage ein Ausreiseverbot verhängt. Das Ausreiseverbot wurde 2012 aufgehoben.
Am 30. Mai 2009 eröffnet ihm sein 16 Jahre alter Sohn Baran, dass er sich der PKK anschließen werde. Man sehe ja, wohin der demokratische Kampf führe. 2018 entfloh sein Sohn der PKK und stellte sich der türkischen Polizei. 2014 trat Demirbaş erneut in den Schuldienst ein. Im August 2015 erfolgte die erneute Verhaftung wegen einer angeblichen Mitgliedschaft in einer terroristischen Vereinigung. Dadurch verlor Demirbaş seine Arbeit. Im Oktober 2015 wurde er wegen Haftunfähigkeit wieder aus der Haft entlassen. Im Jahr 2017 waren noch verschiedene Strafverfahren anhängig. Vorgeworfen wurden ihm die Teilnahme an Begräbnissen von PKK-Kämpfern, die Verkündung der sogenannten „Demokratischen Autonomie“ im Rahmen seiner Mitgliedschaft in der NGO Demokratik Toplum Kongresi und Beteiligung an der Finanzierung der PKK. Dafür soll er als Finanzkurier der PKK bei einer Reise nach Marseille im Jahr 2013 fungiert haben.
Demirbaş ist verheiratet mit Ziynet Demirbaş und Vater von vier Kindern.